# SYM CLBCU
Il SYM CLBCU è uno scooter prodotto dalla casa motociclistica taiwanese SYM dal 2023. 
In Vietnam viene venduto con la denominazione SYM Priti.

## Il contesto
Presentato nel giugno 2023 a Taiwan, il CLBCU è un piccolo scooter compatto a ruote “basse” da 10” e pedana piatta.
Il nome CLBCU deriva dall’unione di CLB, diminutivo della parola italiana “Colibrì”, e CU, acronimo di "Crossover Unique", in quanto membro della famiglia di scooter CU insieme al modello SYM MMBCU rivolti ad un pubblico giovanile.
Caratterizzato da linee arrotondate e numerose colorazioni per la carrozzeria, il CLBCU è proposto sul mercato locale con motore a quattro tempi 125 cm³ EnMIS a doppia iniezione.
Successivamente viene esposto ad EICMA 2023 annunciando i piani di esportazione per il mercato europeo.
Nel giugno 2024 viene lanciato in Vietnam con la denominazione SYM Priti 125.

Dalla primavera 2025 viene proposto anche sul mercato europeo con le motorizzazioni 50 e 125 entrambe quattro tempi a doppia iniezione omologate Euro 5+.

## Caratteristiche
Possiede dimensioni compatte 1780 mm di lunghezza, 630 mm di larghezza e 1060 mm di altezza, linee morbide dalla ridotta resistenza aerodinamica e fanale anteriore full-LED con strumentazione LCD e una sella biposto piatta con un vano da 22,5 litri. 
Due i motori per l’Europa:
- CLBCU 50: il modello 50 monta un monocilindrico quattro tempi da 49,5 cm³ raffreddato ad aria che eroga 3,3 CV e 3,2 Nm di coppia massima a 7.500 giri/min
- CLBCU 125: il modello 125 monta un monocilindrico quattro tempi da 124,6 cm³ effettivi che eroga 9,6 CV a 7.000 giri/min e 10,4 Nm di coppia massima a 5.500 giri/min.

Entrambi i motori sono dotati di iniezione EnMIS (Enhanced Multi-Ignition System), sviluppato con Keihin che migliora la combustione e il raffreddamento del motore. L’omologazione è Euro 5+. 
I cerchi per tutti i modelli sono da 10 con pneumatici tubeless 90/90 e 100/80, impianto frenante composto da freno a disco all'anteriore e tamburo al posteriore. Il serbatoio è da 6,5 litri